# Philodromus arizonensis
Philodromus arizonensis es una especie de araña cangrejo del género Philodromus, familia Philodromidae. Fue descrita científicamente por Dondale & Redner en 1969.

## Distribución
Esta especie se encuentra en los Estados Unidos y México.